# اشلی گرایمز
اشلی گرایمز (انگلیسی: Ashley Grimes؛ زادهٔ ۲ اوت ۱۹۵۷) یک بازیکن فوتبال است.
از باشگاه‌هایی که در آن بازی کرده‌است می‌توان به باشگاه فوتبال استوک سیتی اشاره کرد.